# 1992년 하계 패럴림픽
1992년 하계 패럴림픽(영어: 1992 Summer Paralympics, IX Paralympic Games, 스페인어: Juegos Paralímpicos de Barcelona 1992)은 1992년 9월 3일부터 9월 14일까지 11일간 스페인 바르셀로나에서 개최된 하계 패럴림픽이다. 운영은 장애인올림픽조직위원회를 따로 구성하지 않고, 같은 해 7월 25일부터 8월 9일까지 바르셀로나에서 개최된 1992년 하계 올림픽의 조직 위원회 내에 패럴림픽 분과 위원회를 설치해 올림픽이 끝난 후 그 조직을 그대로 전환해 운영함으로써 대회 준비에 따른 인력·행정·물자·재정의 손실을 극소화하였다.

## 참가국
1992년 하계 패럴림픽에 참가한 국가는 총 100개국이다. 알제리, 부르키나파소, 칠레, 중화 타이베이(타이완), 코스타리카, 크로아티아, 쿠바, 도미니카 공화국, 에스토니아, 이라크, 라트비아, 리투아니아, 나미비아, 나이지리아, 파키스탄, 파나마, 세이셸, 슬로베니아, 시리아, 탄자니아, 터키, 아랍에미리트, 우루과이, 예멘 24개국이 처음으로 하계 패럴림픽에 참가하였다.
1991년에 해체된 소련을 구성하고 있던 11개 국가들(러시아, 우크라이나, 벨라루스, 우즈베키스탄, 카자흐스탄, 아제르바이잔, 몰도바, 키르기스스탄, 타지키스탄, 아르메니아, 투르크메니스탄)은 연합 선수단을 구성하여 참가하였으며, 유고슬라비아는 유고슬라비아 전쟁과 관련된 유엔 안전 보장 이사회의 제재로 인해 참가가 금지되어 선수들이 개인 자격으로 참가하였다. 이외에도 인종 차별 정책인 아파르트헤이트로 인해 참가가 금지되어 있던 남아프리카 공화국은 1976년 하계 패럴림픽 이후 16년 만에 처음으로 하계 패럴림픽에 참가했다.
| - 알제리 - 아르헨티나 - 오스트레일리아 - 오스트리아 - 바레인 - 벨기에 - 불가리아 - 부르키나파소 - 브라질 - 캐나다 - 칠레 - 중국 - 중화 타이베이 - 콜롬비아 - 코스타리카 - 크로아티아 - 쿠바 - 키프로스 - 체코슬로바키아 - 덴마크 - 도미니카 공화국 - 에콰도르 - 이집트 - 에스토니아 - 페로 제도 - 핀란드 - 프랑스 - 독일 | - 영국 - 그리스 - 홍콩 - 헝가리 - 아이슬란드 - 개인 참가 - 인도 - 이란 - 이라크 - 아일랜드 - 이스라엘 - 이탈리아 - 자메이카 - 일본 - 케냐 - 쿠웨이트 - 라트비아 - 리히텐슈타인 - 리투아니아 - 룩셈부르크 - 마카오 - 말레이시아 - 멕시코 - 모로코 - 미얀마 - 나미비아 - 네덜란드 - 뉴질랜드 | - 나이지리아 - 노르웨이 - 오만 - 파키스탄 - 파나마 - 필리핀 - 폴란드 - 포르투갈 - 푸에르토리코 - 세이셸 - 싱가포르 - 슬로베니아 - 남아프리카 공화국 - 대한민국 - 스페인 (개최국) - 스웨덴 - 스위스 - 시리아 - 탄자니아 - 태국 - 튀니지 - 튀르키예 - 연합 - 아랍에미리트 - 미국 - 우루과이 - 베네수엘라 - 예멘 |

## 종목
| - 골볼 - 농구 - 배구 - 보치아 - 사격 - 사이클 - 수영 - 양궁 | - 역도 - 유도 - 육상 - 축구 - 탁구 - 테니스 - 파워리프팅 - 펜싱 |

## 메달 집계
| 순위 | 국가           | 금메달 | 은메달 | 동메달 | 합계 |
| ---- | -------------- | ------ | ------ | ------ | ---- |
| 1    | 미국           | 75     | 52     | 48     | 175  |
| 2    | 독일           | 61     | 51     | 59     | 171  |
| 3    | 영국           | 40     | 47     | 41     | 128  |
| 4    | 프랑스         | 36     | 36     | 34     | 106  |
| 5    | 스페인         | 34     | 31     | 42     | 107  |
| 6    | 캐나다         | 28     | 21     | 26     | 75   |
| 7    | 오스트레일리아 | 24     | 27     | 25     | 76   |
| 8    | 연합           | 16     | 14     | 15     | 45   |
| 9    | 네덜란드       | 14     | 14     | 11     | 39   |
| 10   | 노르웨이       | 13     | 13     | 7      | 33   |

## 같이 보기
- 1992년 하계 올림픽

| 하계 패럴림픽 |                                      |               |
| 이전 대회     | 1992년 하계 패럴림픽 바르셀로나 1992 | 다음 대회     |
| 서울 1988     | 1992년 하계 패럴림픽 바르셀로나 1992 | 애틀랜타 1996 |